# سيلينيت
السيلينيت هو شكل معدني من أشكال الجص (كبريتات الكالسيوم المائية) CaSO4•2H2O، وهو أيضاً الاسم العام الذي يطلق على الأشكال البلورية للجص، ومن ضمنها زهرة الصحراء ووردة الجص.
تجدر الإشارة إلى أن معدن السيلينيت لا يحوي على السيلينيوم كما قد يوحي الاسم، ولكنه سمي بذلك الاسم نسبة إلى القمر أيضاً، وذلك قبل اكتشاف عنصر السيلينيوم.